# 2017年のJリーグカップ
2017年のJリーグカップは、2017年3月15日より開催され、同年11月4日に決勝が行われた、第25回Jリーグカップである。セレッソ大阪が初優勝を果たした。

## 大会名称
ヤマザキビスケットを冠スポンサーとして、「2017JリーグYBCルヴァンカップ」の名称で行う。

## 大会レギュレーション
大会の基本レギュレーションについては2016年12月13日に、グループ分けと決勝戦以外の日程の詳細については2017年1月25日にJリーグより発表された。
大まかな大会方式は2016年大会に準じているものの、2つの大きなレギュレーション変更があった。1つはグループステージからの勝ち抜け方法で、これまでの「各グループの上位チームがノックアウトステージ進出」から「各グループの最上位がノックアウトステージ進出、残りを新設される『プレーオフステージ』勝者が進出」に改められている。もう一つは出場選手枠に関してで、決勝戦を除いて「21歳以下の選手を1名以上先発に含める」ことが義務づけられた (年齢は当該シーズンの12月31日時点基準の満年齢で判断、免除規定あり)ものである。
- 2017明治安田生命J1リーグに参加する18チームが出場。昇格組では清水エスパルスが2015年大会以来2年ぶり、セレッソ大阪が2014年大会以来3年ぶり、北海道コンサドーレ札幌が2012年大会以来5年ぶりの参加となる。
  - 18クラブのうち鹿島アントラーズ、浦和レッズ、川崎フロンターレはAFCチャンピオンズリーグ2017 (ACL) グループステージに出場するため、グループステージは免除され、ノックアウトステージからの出場。
  - ガンバ大阪はACLプレーオフに出場するため、ACLプレーオフに勝利してACLグループステージに進出した場合にグループリーグを免除となり、ACLプレーオフに敗退した場合はグループリーグ (Aグループ)からの出場となる。その後、2月7日に開催されたACLプレーオフ (ラウンド3)・ジョホール・ダルル・タクジムFC戦に勝利し本戦出場が決定したため、グループリーグ免除が決定[5]。
- グループステージは上記4チームを除いた14チームを2016シーズンのJ1リーグ戦順位 (下記かっこ内)をもとに2組に分けて、各組1回総当たりでリーグ戦を行う。
  - Aグループ：大宮アルディージャ (5位)、柏レイソル (8位)、FC東京 (9位)、ベガルタ仙台 (12位)、ジュビロ磐田 (13位)、北海道コンサドーレ札幌 (J2・1位)、清水エスパルス (J2・2位)
  - Bグループ：サンフレッチェ広島 (6位)、ヴィッセル神戸 (7位)、横浜F・マリノス (10位)、サガン鳥栖 (11位)、ヴァンフォーレ甲府 (14位)、アルビレックス新潟 (15位)、セレッソ大阪 (J2・4位)
  - グループステージは全試合90分 (前後半45分ハーフ、延長戦なし)とし、勝ち点の多い順にグループ内の順位を決定する (勝ち点で並んだ場合には「得失点差」「総得点数」「当該チーム間の対戦成績」「反則ポイント」「抽選」の順により優劣を決定)。
  - 各グループの最上位クラブがノックアウトステージ進出。各グループ2位と3位がプレーオフステージ進出。
- プレーオフステージは「Aグループ2位 vs Bグループ3位」「Bグループ2位 vs Aグループ3位」で行われる。なおACL本戦出場クラブが3チーム (G大阪がACLプレーオフ敗退)の場合は各グループの「2位と4位」「3位同士」が対戦する3カードが予定されていた。
  - ホーム・アンド・アウェーでの2試合制で実施され、以下の通りで勝敗を決する。勝者がノックアウトステージ進出。

  1. 2試合における合計得点数（＝得失点差）
  2. アウェーでの得点数（アウェーゴールルール）
  3. 並んだ場合は第2戦の後半終了後、引き続き15分ハーフの延長戦（アウェーゴールルールは採用せず）
  4. それでも決しない場合はPK戦（双方5人ずつ。決着しない場合は6人目以降サドンデス方式）
- ノックアウトステージはグループステージ・プレーオフステージを勝ち抜いた4 (または5)クラブにグループステージ免除4 (または3)クラブを加えた8クラブによって行われる。
  - 準々決勝と準決勝はホーム・アンド・アウェーでの2試合制 (レギュレーションはプレーオフステージと同様)。
  - 決勝は1試合勝負。90分で同点の場合は延長戦→PK戦で決着する。
  - 組み合わせ抽選は2017年7月31日に、前年同様ノックアウトステージ進出クラブ代表によるオープンドロー（公開抽選）により行われたが、今回はフジテレビのスタジオ内ではなく、フジテレビの主催する参加型イベント『お台場みんなの夢大陸』の本社屋前イベントステージにて一般公開で実施された[6]。参加選手は佐々木匠（仙台）、西大伍（鹿島）、武藤雄樹（浦和）、中島翔哉（FC東京）、大島僚太（川崎）、東口順昭（G大阪）、木本恭生[注 2]（C大阪）、渡邉千真（神戸）[8]。立会人として副理事長の原博実とJリーグ女子マネージャーの佐藤美希が参加。進行役はフジテレビアナウンサーの黒瀬翔生。

## 大会日程
グループステージの日程については2015年12月15日に、プレーオフステージ及びノックアウトステージの日程については2017年1月25日に 発表された。日程の発表時点でグループステージ参加が未定のG大阪については暫定的にAグループの日程に組み込まれ、その後2月7日のACLプレーオフでG大阪が勝利したため、G大阪との対戦カードが組まれたクラブは試合なしとなることが発表された。なお、決勝の会場は前年大会と同様、埼玉スタジアム2002で開催される。
| ステージ             | ラウンド           | 第1戦         | 第2戦                                 | 備考                                         |
| -------------------- | ------------------ | ------------- | ------------------------------------- | -------------------------------------------- |
| グループステージ     | 第1節              | 2017年3月15日 | 2017年3月15日                         | 大宮 (Aグループ)、神戸 (Bグループ)試合なし   |
| グループステージ     | 第2節              | 2017年4月12日 | 2017年4月12日                         | FC東京 (Aグループ)、鳥栖 (Bグループ)試合なし |
| グループステージ     | 第3節              | 2017年4月26日 | 2017年4月26日                         | 柏 (Aグループ)、甲府 (Bグループ)試合なし     |
| グループステージ     | 第4節              | 2017年5月3日  | 2017年5月3日                          | 清水 (Aグループ)、新潟 (Bグループ)試合なし   |
| グループステージ     | 第5節              | 2017年5月10日 | 2017年5月10日                         | 札幌 (Aグループ)、横浜FM (Bグループ)試合なし |
| グループステージ     | 第6節              | 2017年5月24日 | 2017年5月24日                         | 磐田 (Aグループ)、広島 (Bグループ)試合なし   |
| グループステージ     | 第7節              | 2017年5月31日 | 2017年5月31日                         | 仙台 (Aグループ)、C大阪 (Bグループ)試合なし  |
| プレーオフステージ   | プレーオフステージ | 2017年6月28日 | 2017年7月26日                         |                                              |
| ノックアウトステージ |                    |               |                                       |                                              |
| 準々決勝             | 2017年8月30日      | 2017年9月3日  | ACL2017グループリーグ出場チームの出場 |                                              |
| 準決勝               | 2017年10月4日      | 2017年10月8日 |                                       |                                              |
| 決勝                 | 2017年11月4日      | 2017年11月4日 |                                       |                                              |

## グループステージ

### Aグループ
| 順 | チーム                 | 試 | 勝 | 分 | 敗 | 得 | 失 | 差 | 点 | 出場権                |     | VEG | TOK | CON | JUB | ARD | REY | SSP |
| -- | ---------------------- | -- | -- | -- | -- | -- | -- | -- | -- | --------------------- | --- | --- | --- | --- | --- | --- | --- | --- |
| 1  | ベガルタ仙台           | 6  | 4  | 1  | 1  | 10 | 10 | 0  | 13 | ノックアウト ステージ |     |     |     |     | 2–0 |     | 1–1 | 3–1 |
| 2  | FC東京                 | 6  | 4  | 0  | 2  | 14 | 8  | +6 | 12 | プレーオフ ステージ   |     | 6–0 |     | 1–0 |     | 4–3 |     |     |
| 3  | 北海道コンサドーレ札幌 | 6  | 3  | 1  | 2  | 7  | 5  | +2 | 10 | プレーオフ ステージ   |     | 1–2 |     |     |     | 1–1 | 2–1 |     |
| 4  | ジュビロ磐田           | 6  | 3  | 0  | 3  | 10 | 10 | 0  | 9  |                       |     |     | 3–1 | 0–2 |     | 1–2 |     |     |
| 5  | 大宮アルディージャ     | 6  | 2  | 2  | 2  | 11 | 8  | +3 | 8  |                       | 1–2 |     |     |     |     | 0–0 | 4–0 |     |
| 6  | 柏レイソル             | 6  | 1  | 2  | 3  | 4  | 6  | −2 | 5  |                       |     | 0–1 |     | 1–2 |     |     | 1–0 |     |
| 7  | 清水エスパルス         | 6  | 1  | 0  | 5  | 5  | 14 | −9 | 3  |                       |     | 2–1 | 0–1 | 2–4 |     |     |     |     |

| 第1節 2017年3月15日 | 柏レイソル   | 1 - 0    | 清水エスパルス | 柏市                                                    |  |
| 19:03               | 手塚康平 3分 | 公式記録 |                | 競技場: 日立柏サッカー場 観客数: 5,423人 主審: 岡部拓人 |  |

| 第1節 2017年3月15日 | FC東京                                                                                   | 6 - 0    | ベガルタ仙台 | 調布市                                                  |  |
| 19:04               | 阿部拓馬 27分, 53分 · 中島翔哉 51分, 88分 · ピーター・ウタカ 75分 (pen.) · 橋本拳人 83分 | 公式記録 |              | 競技場: 味の素スタジアム 観客数: 8,424人 主審: 榎本一慶 |  |

| 第1節 2017年3月15日 | ジュビロ磐田 | 0 - 2    | 北海道コンサドーレ札幌      | 磐田市                                                         |  |
| 19:03               |              | 公式記録 | 上原慎也 56分 · 都倉賢 87分 | 競技場: ヤマハスタジアム (磐田) 観客数: 6,454人 主審: 飯田淳平 |  |

| 第2節 2017年4月12日 | ベガルタ仙台                    | 2 - 0    | ジュビロ磐田 | 仙台市                                                          |  |
| 19:03               | クリスラン 51分 · 佐々木匠 68分 | 公式記録 |              | 競技場: ユアテックスタジアム仙台 観客数: 5,003人 主審: 家本政明 |  |

| 第2節 2017年4月12日 | 大宮アルディージャ | 0 - 0    | 柏レイソル | さいたま市                                                 |  |
| 19:04               |                    | 公式記録 |            | 競技場: NACK5スタジアム大宮 観客数: 5,717人 主審: 山本雄大 |  |

| 第2節 2017年4月12日 | 清水エスパルス | 0 - 1    | 北海道コンサドーレ札幌 | 静岡市                                                       |  |
| 19:03               |                | 公式記録 | 進藤亮佑 81分          | 競技場: IAIスタジアム日本平 観客数: 5,658人 主審: 福島孝一郎 |  |

| 第3節 2017年4月26日 | 北海道コンサドーレ札幌 | 1 - 1    | 大宮アルディージャ | 札幌市                                            |  |
| 19:03               | 小野伸二 16分          | 公式記録 | 瀬川祐輔 85分      | 競技場: 札幌ドーム 観客数: 6,611人 主審: 村上伸次 |  |

| 第3節 2017年4月26日 | ベガルタ仙台                                    | 3 - 1    | 清水エスパルス        | 仙台市                                                          |  |
| 19:03               | 三田啓貴 46分 · 椎橋慧也 68分 · クリスラン 83分 | 公式記録 | チアゴ・アウベス 31分 | 競技場: ユアテックスタジアム仙台 観客数: 5,092人 主審: 荒木友輔 |  |

| 第3節 2017年4月26日 | ジュビロ磐田                     | 3 - 1    | FC東京        | 磐田市                                                           |  |
| 19:03               | 小川航基 11分, 22分 (pen.), 68分 | 公式記録 | 吉本一謙 86分 | 競技場: ヤマハスタジアム (磐田) 観客数: 5,638人 主審: 福島孝一郎 |  |

| 第4節 2017年5月3日 | 大宮アルディージャ      | 1 - 2    | ベガルタ仙台                  | さいたま市                                                 |  |
| 15:03              | ネイツ・ペチュニク 66分 | 公式記録 | 佐々木匠 17分 · 西村拓真 57分 | 競技場: NACK5スタジアム大宮 観客数: 8,307人 主審: 池内明彦 |  |

| 第4節 2017年5月3日 | 柏レイソル                  | 1 - 2    | ジュビロ磐田                       | 柏市                                                     |  |
| 15:03              | ディエゴ・オリヴェイラ 16分 | 公式記録 | 川辺駿 76分 · 小川航基 86分 (pen.) | 競技場: 日立柏サッカー場 観客数: 10,357人 主審: 飯田淳平 |  |

| 第4節 2017年5月3日 | FC東京        | 1 - 0    | 北海道コンサドーレ札幌 | 調布市                                                   |  |
| 15:04              | 永井謙佑 31分 | 公式記録 |                        | 競技場: 味の素スタジアム 観客数: 19,123人 主審: 佐藤隆治 |  |

| 第5節 2017年5月10日 | ベガルタ仙台      | 1 - 1    | 柏レイソル    | 仙台市                                                          |  |
| 19:03               | クリスラン 90+4分 | 公式記録 | ドゥドゥ 18分 | 競技場: ユアテックスタジアム仙台 観客数: 5,608人 主審: 岡部拓人 |  |

| 第5節 2017年5月10日 | FC東京                                                              | 4 - 3    | 大宮アルディージャ                                                      | 調布市                                                |  |
| 19:04               | ピーター・ウタカ 25分 · 35分 (o.g.) · 中島翔哉 39分 · 森重真人 61分 | 公式記録 | ドラガン・ムルジャ 21分 (pen.) · マテウス 32分 · 播戸竜二 90+2分 (pen.) | 競技場: 味の素スタジアム 観客数: 8,065人 主審: 松尾一 |  |

| 第5節 2017年5月10日 | 清水エスパルス                | 2 - 4    | ジュビロ磐田                                            | 静岡市                                                     |  |
| 19:03               | 金子翔太 41分 · 北川航也 53分 | 公式記録 | アダイウトン 29分, 34分 · 藤田義明 62分 · 上原力也 84分 | 競技場: IAIスタジアム日本平 観客数: 7,565人 主審: 家本政明 |  |

| 第6節 2017年5月24日 | 北海道コンサドーレ札幌 | 1 - 2    | ベガルタ仙台                  | 札幌市                                            |  |
| 19:03               | 上原慎也 4分           | 公式記録 | 佐々木匠 17分 · 石川直樹 20分 | 競技場: 札幌ドーム 観客数: 5,865人 主審: 飯田淳平 |  |

| 第6節 2017年5月24日 | 大宮アルディージャ                                         | 4 - 0    | 清水エスパルス | さいたま市                                                 |  |
| 19:03               | 髙山和真 4分 · 黒川淳史 14分 · 岩上祐三 73分 · 奥井諒 81分 | 公式記録 |                | 競技場: NACK5スタジアム大宮 観客数: 6,461人 主審: 榎本一慶 |  |

| 第6節 2017年5月24日 | 柏レイソル | 0 - 1    | FC東京        | 柏市                                                    |  |
| 19:03               |            | 公式記録 | 前田遼一 72分 | 競技場: 日立柏サッカー場 観客数: 6,779人 主審: 山本雄大 |  |

| 第7節 2017年5月31日 | 北海道コンサドーレ札幌        | 2 - 1    | 柏レイソル    | 札幌市                                                    |  |
| 19:03               | 福森晃斗 38分 · マセード 57分 | 公式記録 | 宮本駿晃 73分 | 競技場: 札幌厚別公園競技場 観客数: 3,604人 主審: 西村雄一 |  |

| 第7節 2017年5月31日 | 清水エスパルス                  | 2 - 1    | FC東京        | 静岡市                                                                   |  |
| 19:03               | 北川航也 45+1分 · 村松大輔 77分 | 公式記録 | 小川諒也 38分 | 競技場: IAIスタジアム日本平 観客数: 4,633人 主審: ダニエル・ステファスキ |  |

| 第7節 2017年5月31日 | ジュビロ磐田  | 1 - 2    | 大宮アルディージャ            | 磐田市                                                         |  |
| 19:03               | 高橋祥平 77分 | 公式記録 | 江坂任 39分 · 岩上祐三 90+1分 | 競技場: ヤマハスタジアム (磐田) 観客数: 6,329人 主審: 村上伸次 |  |

### Bグループ
| 順 | チーム             | 試 | 勝 | 分 | 敗 | 得 | 失 | 差 | 点 | 出場権                |     | VIS | CER | SFR | YMA | VEN | SAG | ALB |
| -- | ------------------ | -- | -- | -- | -- | -- | -- | -- | -- | --------------------- | --- | --- | --- | --- | --- | --- | --- | --- |
| 1  | ヴィッセル神戸     | 6  | 5  | 0  | 1  | 10 | 3  | +7 | 15 | ノックアウト ステージ |     |     |     | 4–1 |     | 2–1 | 1–0 |     |
| 2  | セレッソ大阪       | 6  | 4  | 2  | 0  | 9  | 4  | +5 | 14 | プレーオフ ステージ   |     | 1–0 |     |     | 2–0 |     |     | 1–0 |
| 3  | サンフレッチェ広島 | 6  | 3  | 1  | 2  | 5  | 6  | −1 | 10 | プレーオフ ステージ   |     |     | 0–1 |     |     | 0–0 | 1–0 |     |
| 4  | 横浜F・マリノス    | 6  | 3  | 0  | 3  | 8  | 8  | 0  | 9  |                       |     | 0–2 |     | 1–2 |     |     |     | 4–1 |
| 5  | ヴァンフォーレ甲府 | 6  | 1  | 2  | 3  | 5  | 6  | −1 | 5  |                       |     | 0–0 |     | 0–1 |     | 2–3 |     |     |
| 6  | サガン鳥栖         | 6  | 1  | 2  | 3  | 10 | 12 | −2 | 5  |                       |     | 4–4 |     | 1–2 |     |     | 2–2 |     |
| 7  | アルビレックス新潟 | 6  | 0  | 1  | 5  | 3  | 11 | −8 | 1  |                       | 0–1 | 0–2 | 0–1 |     |     |     |     |     |

| 第1節 2017年3月15日 | セレッソ大阪                            | 2 - 0    | 横浜F・マリノス | 大阪市                                                        |  |
| 19:03               | 木本恭生 31分 · リカルド・サントス 56分 | 公式記録 |                 | 競技場: キンチョウスタジアム 観客数: 7,601人 主審: 三上正一郎 |  |

| 第1節 2017年3月15日 | サンフレッチェ広島 | 0 - 0    | ヴァンフォーレ甲府 | 広島市                                                          |  |
| 19:04               |                    | 公式記録 |                    | 競技場: エディオンスタジアム広島 観客数: 5,457人 主審: 村上伸次 |  |

| 第1節 2017年3月15日 | サガン鳥栖                    | 2 - 2    | アルビレックス新潟    | 鳥栖市                                                            |  |
| 19:03               | 水野晃樹 22分 · 高橋義希 90分 | 公式記録 | 田中達也 66分, 90+1分 | 競技場: ベストアメニティスタジアム 観客数: 5,584人 主審: 木村博之 |  |

| 第2節 2017年4月12日 | ヴァンフォーレ甲府 | 0 - 0    | セレッソ大阪 | 甲府市                                                    |  |
| 19:04               |                    | 公式記録 |              | 競技場: 山梨中銀スタジアム 観客数: 5,257人 主審: 荒木友輔 |  |

| 第2節 2017年4月12日 | アルビレックス新潟 | 0 - 1    | サンフレッチェ広島 | 新潟市                                                              |  |
| 19:03               |                    | 公式記録 | 茶島雄介 30分      | 競技場: デンカビッグスワンスタジアム 観客数: 6,931人 主審: 今村義朗 |  |

| 第2節 2017年4月12日 | 横浜F・マリノス | 0 - 2    | ヴィッセル神戸                | 横浜市                                                      |  |
| 19:30               |                 | 公式記録 | 大槻周平 17分 · 小林成豪 86分 | 競技場: ニッパツ三ツ沢球技場 観客数: 5,314人 主審: 西村雄一 |  |

| 第3節 2017年4月26日 | ヴィッセル神戸                           | 4 - 1    | サンフレッチェ広島 | 神戸市                                                        |  |
| 19:03               | 田中順也 1分, 25分 · 中坂勇哉 10分, 42分 | 公式記録 | 長沼洋一 88分      | 競技場: ノエビアスタジアム神戸 観客数: 5,095人 主審: 木村博之 |  |

| 第3節 2017年4月26日 | サガン鳥栖                                          | 4 - 4    | セレッソ大阪                                                 | 鳥栖市                                                          |  |
| 19:04               | 鎌田大地 24分, 68分 · 富山貴光 37分 · 高橋義希 41分 | 公式記録 | リカルド・サントス 6分 · 水沼宏太 44分, 61分 · 田中裕介 75分 | 競技場: ベストアメニティスタジアム 観客数: 7,849人 主審: 松尾一 |  |

| 第3節 2017年4月26日 | 横浜F・マリノス                                                                | 4 - 1    | アルビレックス新潟      | 横浜市                                                      |  |
| 19:34               | ウーゴ・ヴィエイラ 32分 (pen.) · 中島賢星 65分 · 遠藤渓太 83分 · 扇原貴宏 88分 | 公式記録 | ジャン・パトリック 18分 | 競技場: ニッパツ三ツ沢球技場 観客数: 5,538人 主審: 佐藤隆治 |  |

| 第4節 2017年5月3日 | ヴァンフォーレ甲府 | 0 - 1    | 横浜F・マリノス | 甲府市                                                    |  |
| 14:04              |                    | 公式記録 | 31分 (o.g.)     | 競技場: 山梨中銀スタジアム 観客数: 8,876人 主審: 高山啓義 |  |

| 第4節 2017年5月3日 | サンフレッチェ広島 | 0 - 1    | セレッソ大阪  | 広島市                                                           |  |
| 14:04              |                    | 公式記録 | 秋山大地 56分 | 競技場: エディオンスタジアム広島 観客数: 13,991人 主審: 井上知大 |  |

| 第4節 2017年5月3日 | ヴィッセル神戸 | 1 - 0    | サガン鳥栖 | 神戸市                                                      |  |
| 16:03              | 中坂勇哉 43分  | 公式記録 |            | 競技場: ノエビアスタジアム神戸 観客数: 7,138人 主審: 廣瀬格 |  |

| 第5節 2017年5月10日 | セレッソ大阪  | 1 - 0    | アルビレックス新潟 | 大阪市                                                        |  |
| 19:03               | 丸橋祐介 79分 | 公式記録 |                    | 競技場: キンチョウスタジアム 観客数: 5,361人 主審: 福島孝一郎 |  |

| 第5節 2017年5月10日 | ヴィッセル神戸                | 2 - 1    | ヴァンフォーレ甲府 | 神戸市                                                        |  |
| 19:03               | 小林成豪 43分 · 田中順也 69分 | 公式記録 | 土屋征夫 24分      | 競技場: ノエビアスタジアム神戸 観客数: 3,900人 主審: 村上伸次 |  |

| 第5節 2017年5月10日 | サンフレッチェ広島    | 1 - 0    | サガン鳥栖 | 広島市                                                          |  |
| 19:04               | フェリペ・シウバ 67分 | 公式記録 |            | 競技場: エディオンスタジアム広島 観客数: 4,600人 主審: 山本雄大 |  |

| 第6節 2017年5月24日 | アルビレックス新潟 | 0 - 2    | ヴァンフォーレ甲府                                 | 新潟市                                                                |  |
| 19:03               |                    | 公式記録 | オリヴァー・ボザニッチ 69分 (pen.) · 保坂一成 86分 | 競技場: デンカビッグスワンスタジアム 観客数: 6,357人 主審: 三上正一郎 |  |

| 第6節 2017年5月24日 | セレッソ大阪  | 1 - 0    | ヴィッセル神戸 | 大阪市                                                    |  |
| 19:03               | 藤本康太 11分 | 公式記録 |                | 競技場: キンチョウスタジアム 観客数: 8,342人 主審: 東城穣 |  |

| 第6節 2017年5月24日 | サガン鳥栖    | 1 - 2    | 横浜F・マリノス                        | 鳥栖市                                                            |  |
| 19:04               | 富山貴光 76分 | 公式記録 | ウーゴ・ヴィエイラ 64分, 90+2分 (pen.) | 競技場: ベストアメニティスタジアム 観客数: 6,207人 主審: 西村雄一 |  |

| 第7節 2017年5月31日 | 横浜F・マリノス | 1 - 2    | サンフレッチェ広島            | 横浜市                                                    |  |
| 19:03               | 仲川輝人 61分   | 公式記録 | 工藤壮人 23分 · 宮吉拓実 86分 | 競技場: ニッパツ三ツ沢球技場 観客数: 5,953人 主審: 東城穣 |  |

| 第7節 2017年5月31日 | ヴァンフォーレ甲府  | 2 - 3    | サガン鳥栖                                              | 甲府市                                                    |  |
| 19:04               | 河本明人 16分, 52分 | 公式記録 | ビクトル・イバルボ 24分 · 水野晃樹 75分 · 富山貴光 78分 | 競技場: 山梨中銀スタジアム 観客数: 4,337人 主審: 木村博之 |  |

| 第7節 2017年5月31日 | アルビレックス新潟 | 0 - 1    | ヴィッセル神戸 | 新潟市                                                              |  |
| 19:03               |                    | 公式記録 | 田中順也 52分  | 競技場: デンカビッグスワンスタジアム 観客数: 5,764人 主審: 家本政明 |  |

## プレーオフステージ
| チーム #1              | 合計  | チーム #2    | 第1戦 | 第2戦 |
| ---------------------- | ----- | ------------ | ----- | ----- |
| 北海道コンサドーレ札幌 | 0 - 3 | セレッソ大阪 | 0 - 2 | 0 - 1 |
| サンフレッチェ広島     | 0 - 2 | FC東京       | 0 - 1 | 0 - 1 |

### 第1戦
| 2017年6月28日 19:03 |

| 北海道コンサドーレ札幌 (グループA3位) | 0 - 2    | セレッソ大阪 (グループB2位)               |
|                                       | 公式記録 | リカルド・サントス 45+1分 · 福満隆貴 58分 |

| 札幌ドーム, 札幌 観客数: 5,192人 主審: 佐藤隆治 |

| 2017年6月28日 19:04 |

| サンフレッチェ広島 (グループB3位) | 0 - 1    | FC東京 (グループA2位) |
|                                   | 公式記録 | 阿部拓馬 45分         |

| エディオンスタジアム広島, 広島 観客数: 4,470人 主審: 松尾一 |

### 第2戦
| 2017年7月26日 19:03 |

| セレッソ大阪  | 1 - 0    | 北海道コンサドーレ札幌 |
| 福満隆貴 26分 | 公式記録 |                        |

| キンチョウスタジアム, 大阪 観客数: 5,300人 主審: 西村雄一 |

二試合合計スコア 0 - 3でセレッソ大阪がノックアウトステージ進出
| 2017年7月26日 19:34 |

| FC東京      | 1 - 0    | サンフレッチェ広島 |
| 室屋成 64分 | 公式記録 |                    |

| 味の素スタジアム, 調布 観客数: 7,357人 主審: 山本雄大 |

二試合合計スコア 0 - 2でFC東京がノックアウトステージ進出

## ノックアウトステージ
準々決勝と準決勝については、トーナメント表上段のチームが、第2戦をホームで行う。
|  | 準々決勝 （8月30日・9月3日） | 準々決勝 （8月30日・9月3日） | 準々決勝 （8月30日・9月3日） | 準々決勝 （8月30日・9月3日） |   |                  | 準決勝 （10月4日・10月8日） | 準決勝 （10月4日・10月8日） | 準決勝 （10月4日・10月8日） | 準決勝 （10月4日・10月8日） |  |  | 決勝 （11月4日） | 決勝 （11月4日） |
|  |                              |                              |                              |                              |   |                  |                             |                             |                             |                             |  |  |                  |                  |
|  | ガンバ大阪                   | 0                            | 2                            | 2                            |   |                  |                             |                             |                             |                             |  |  |                  |                  |
|  | ヴィッセル神戸               | 0                            | 0                            | 0                            |   |                  |                             |                             |                             |                             |  |  |                  |                  |
|  | ヴィッセル神戸               | 0                            | 0                            | 0                            |   | ガンバ大阪       | 2                           | 1                           | 3                           |                             |  |  |                  |                  |
|  |                              |                              |                              |                              |   | ガンバ大阪       | 2                           | 1                           | 3                           |                             |  |  |                  |                  |
|  |                              | セレッソ大阪                 | 2                            | 2                            | 4 |                  |                             |                             |                             |                             |  |  |                  |                  |
|  | 浦和レッズ                   | セレッソ大阪                 | 2                            | 2                            | 4 | 0                | 2                           | 2                           |                             |                             |  |  |                  |                  |
|  | 浦和レッズ                   |                              |                              |                              |   | 0                | 2                           | 2                           |                             |                             |  |  |                  |                  |
|  | セレッソ大阪 (a)             | 0                            | 2                            | 2                            |   |                  |                             |                             |                             |                             |  |  |                  |                  |
|  |                              |                              |                              |                              |   |                  |                             |                             |                             |                             |  |  | セレッソ大阪     | 2                |
|  |                              |                              | 川崎フロンターレ             | 0                            |   |                  |                             |                             |                             |                             |  |  |                  |                  |
|  | FC東京                       | 0                            | 1                            | 1                            |   |                  |                             |                             |                             |                             |  |  |                  |                  |
|  | 川崎フロンターレ             | 2                            | 5                            | 7                            |   |                  |                             |                             |                             |                             |  |  |                  |                  |
|  | 川崎フロンターレ             | 2                            | 5                            | 7                            |   | 川崎フロンターレ | 2                           | 3                           | 5                           |                             |  |  |                  |                  |
|  |                              |                              |                              |                              |   | 川崎フロンターレ | 2                           | 3                           | 5                           |                             |  |  |                  |                  |
|  |                              | ベガルタ仙台                 | 3                            | 1                            | 4 |                  |                             |                             |                             |                             |  |  |                  |                  |
|  | 鹿島アントラーズ             | ベガルタ仙台                 | 3                            | 1                            | 4 | 1                | 3                           | 4                           |                             |                             |  |  |                  |                  |
|  | 鹿島アントラーズ             |                              |                              |                              |   | 1                | 3                           | 4                           |                             |                             |  |  |                  |                  |
|  | ベガルタ仙台                 | 3                            | 2                            | 5                            |   |                  |                             |                             |                             |                             |  |  |                  |                  |

### 準々決勝
| チーム #1        | 合計      | チーム #2        | 第1戦 | 第2戦 |
| ---------------- | --------- | ---------------- | ----- | ----- |
| ガンバ大阪       | 2 - 0     | ヴィッセル神戸   | 0 - 0 | 2 - 0 |
| 浦和レッズ       | 2 - 2 (a) | セレッソ大阪     | 0 - 0 | 2 - 2 |
| FC東京           | 1 - 7     | 川崎フロンターレ | 0 - 2 | 1 - 5 |
| 鹿島アントラーズ | 4 - 5     | ベガルタ仙台     | 1 - 3 | 3 - 2 |

#### 第1戦
| 2017年8月30日 19:00 |

| ヴィッセル神戸 | 0 - 0    | ガンバ大阪 |
|                | 公式記録 |            |

| ノエビアスタジアム神戸, 神戸 観客数: 7,577人 主審: 佐藤隆治 |

| 2017年8月30日 19:03 |

| セレッソ大阪 | 0 - 0    | 浦和レッズ |
|              | 公式記録 |            |

| ヤンマースタジアム長居, 大阪 観客数: 7,784人 主審: 福島孝一郎 |

| 2017年8月30日 19:04 |

| 川崎フロンターレ           | 2 - 0    | FC東京 |
| 家長昭博 74分 (pen.), 90分 | 公式記録 |        |

| 等々力陸上競技場, 川崎 観客数: 10,998人 主審: 木村博之 |

| 2017年8月30日 19:03 |

| ベガルタ仙台                        | 3 - 1    | 鹿島アントラーズ |
| 中野嘉大 60分 · 奥埜博亮 64分, 85分 | 公式記録 | 土居聖真 75分    |

| ユアテックスタジアム仙台, 仙台 観客数: 6,659人 主審: 山本雄大 |

#### 第2戦
| 2017年9月3日 18:03 |

| 鹿島アントラーズ                    | 3 - 2    | ベガルタ仙台                        |
| 鈴木優磨 58分, 83分 · 安部裕葵 65分 | 公式記録 | 三田啓貴 6分 · 西村拓真 48分 (pen.) |

| カシマサッカースタジアム, 鹿嶋 観客数: 11,943人 主審: 村上伸次 |

二試合合計スコア 4 - 5でベガルタ仙台が準決勝進出
| 2017年9月3日 18:34 |

| 浦和レッズ                    | 2 - 2    | セレッソ大阪                          |
| 武藤雄樹 48分 · 興梠慎三 71分 | 公式記録 | マテイ・ヨニッチ 10分 · 丸橋祐介 44分 |

| 埼玉スタジアム2002, さいたま 観客数: 23,116人 主審: 松尾一 |

二試合合計スコア 2 - 2 (アウェーゴール2 - 0)でセレッソ大阪が準決勝進出
| 2017年9月3日 19:04 |

| FC東京            | 1 - 5    | 川崎フロンターレ                                    |
| 大久保嘉人 90+1分 | 公式記録 | 阿部浩之 28分, 30分, 54分 · エウシーニョ 40分, 56分 |

| 味の素スタジアム, 調布 観客数: 12,602人 主審: 荒木友輔 |

二試合合計スコア 1 - 7で川崎フロンターレが準決勝進出
| 2017年9月3日 19:03 |

| ガンバ大阪                | 2 - 0    | ヴィッセル神戸 |
| 長沢駿 46分 · 泉澤仁 64分 | 公式記録 |                |

| 市立吹田サッカースタジアム, 吹田 観客数: 12,310人 主審: 扇谷健司 |

二試合合計スコア 2 - 0でガンバ大阪が準決勝進出

### 準決勝
| チーム #1        | 合計  | チーム #2    | 第1戦 | 第2戦 |
| ---------------- | ----- | ------------ | ----- | ----- |
| ガンバ大阪       | 3 - 4 | セレッソ大阪 | 2 - 2 | 1 - 2 |
| 川崎フロンターレ | 5 - 4 | ベガルタ仙台 | 2 - 3 | 3 - 1 |

#### 第1戦
| 2017年10月4日 19:03 |

| セレッソ大阪                            | 2 - 2    | ガンバ大阪                    |
| リカルド・サントス 23分 · 木本恭生 81分 | 公式記録 | 赤﨑秀平 16分 · 井出遥也 86分 |

| ヤンマースタジアム長居, 大阪 観客数: 21,800人 主審: 東城穣 |

| 2017年10月4日 19:04 |

| ベガルタ仙台                                   | 3 - 2    | 川崎フロンターレ              |
| 石原直樹 24分 · クリスラン 33分, 45+1分 (pen.) | 公式記録 | 奈良竜樹 72分 · 知念慶 90+4分 |

| ユアテックスタジアム仙台, 仙台 観客数: 8,382人 主審: 岡部拓人 |

#### 第2戦
| 2017年10月8日 14:03 |

| ガンバ大阪  | 1 - 2    | セレッソ大阪                      |
| 泉澤仁 60分 | 公式記録 | 柿谷曜一朗 15分 · 木本恭生 90+5分 |

| 市立吹田サッカースタジアム, 吹田 観客数: 31,578人 主審: 村上伸次 |

二試合合計スコア 3 - 4でセレッソ大阪が決勝進出
| 2017年10月8日 15:04 |

| 川崎フロンターレ                      | 3 - 1    | ベガルタ仙台  |
| 三好康児 29分, 49分 · 長谷川竜也 90分 | 公式記録 | 中野嘉大 59分 |

| 等々力陸上競技場, 川崎 観客数: 22,385人 主審: 家本政明 |

二試合合計スコア 5 - 4で川崎フロンターレが決勝進出

### 決勝
25回目の記念大会で決勝に進んだのは、準決勝第2戦で後半アディショナルタイムのMF木本恭生による勝ち越しゴールでG大阪の4年連続の決勝進出を阻止、ルヴァンカップにおける大阪ダービー初勝利を挙げ、クラブ初の決勝進出を果たしたC大阪と、準決勝第2戦で退場者を出しながらも、MF三好康児の2ゴールなどで第1戦のビハインドをひっくり返して仙台を下し、8年ぶりの決勝進出を決めた川崎の2チーム。川崎は4度目の決勝進出ながらも過去3回 (2000年・2007年・2009年)はいずれも無得点で苦杯をなめており、どちらも初優勝をかけた試合となった。尚、ルヴァンカップ決勝が埼玉スタジアム2002での開催となって以降初めてチケットが前売りで完売となった。
試合は開始直後、C大阪DF丸橋祐介のスローインからFW柿谷曜一朗が落としたボールを川崎DFエドゥアルドが空振りして後逸。このミスを見逃さなかった古巣対戦のC大阪FW杉本健勇がゴール右へ冷静に蹴り込み、開始僅か47秒でC大阪が先制する。その後、川崎が持ち前の細かいパスワークでポゼッション率を高めて徐々に攻勢を強めるが、集中した守備を見せるC大阪の前に決定的な局面をなかなか作れず、そのまま前半を終える。
後半に入っても「攻める川崎、守るC大阪」の構図は替わらない。74分には川崎FW小林悠がゴール手前で倒されるもノーファールの判定。川崎はその後もFW知念慶、阿部浩之と前線のカードを次々と投入して圧力をかけ続ける一方、C大阪もMF山村和也をCBとして投入し5バックにしてさらに守備を固め、得点を許さない。そして後半アディショナルタイム、C大阪はカウンターからMF清武弘嗣、MF水沼宏太と繋ぎ、最後はMFソウザが左足で流し込み、試合を決定づける2点目を挙げる。このままC大阪が2-0で勝利し、悲願のルヴァンカップ初優勝。Jリーグ加盟後初の3大タイトル戴冠となった。一方川崎はまたしても無得点での準優勝に終わり、Jリーグカップ決勝での連敗が史上最長の4に伸びてしまった。
| 2017年11月4日 13:09 |

| セレッソ大阪                 | 2 - 0    | 川崎フロンターレ |
| 杉本健勇 1分 · ソウザ 90+2分 | 公式記録 |                  |

| 埼玉スタジアム2002, さいたま 観客数: 53,452人 主審: 西村雄一 |

| 川崎フロンターレ |    |                      |     |      |
| GK               | 01 | チョン・ソンリョン   |     |      |
| DF               | 18 | エウシーニョ         | 6分 | 75分 |
| DF               | 05 | 谷口彰悟             |     |      |
| DF               | 23 | エドゥアルド         |     |      |
| DF               | 07 | 車屋紳太郎           |     |      |
| MF               | 21 | エドゥアルド・ネット |     | 80分 |
| MF               | 10 | 大島僚太             |     |      |
| MF               | 14 | 中村憲剛             |     |      |
| MF               | 13 | 三好康児             |     | 46分 |
| MF               | 41 | 家長昭博             |     |      |
| FW               | 11 | 小林悠               |     |      |
| 控え:            |    |                      |     |      |
| GK               | 30 | 新井章太             |     |      |
| DF               | 02 | 登里享平             |     |      |
| DF               | 28 | 板倉滉               |     |      |
| MF               | 16 | 長谷川竜也           |     | 46分 |
| MF               | 19 | 森谷賢太郎           |     |      |
| FW               | 08 | 阿部浩之             |     | 80分 |
| FW               | 20 | 知念慶               |     | 75分 |
|                  |    |                      |     |      |
| 監督             |    |                      |     |      |
| 鬼木達           |    |                      |     |      |

| 2017 Jリーグカップ 優勝 |
| ----------------------- |
| セレッソ大阪 初優勝     |

テレビ中継
- フジテレビジョン系列

## 表彰
| 表彰名           | 選手名   | 所属クラブ   | 出典   |
| ---------------- | -------- | ------------ | ------ |
| ニューヒーロー賞 | 西村拓真 | ベガルタ仙台 | [ 16 ] |
| 大会MVP          | 杉本健勇 | セレッソ大阪 | [ 1 ]  |

## 得点ランキング
| 順位   | 選手               | 所属             | 得点 |
| ------ | ------------------ | ---------------- | ---- |
| 得点王 | クリスラン         | ベガルタ仙台     | 5    |
| T2     | 小川航基           | ジュビロ磐田     | 4    |
| T2     | リカルド・サントス | セレッソ大阪     | 4    |
| T2     | 田中順也           | ヴィッセル神戸   | 4    |
| T5     | 佐々木匠           | ベガルタ仙台     | 3    |
| T5     | 中島翔哉           | FC東京           | 3    |
| T5     | 阿部拓馬           | FC東京           | 3    |
| T5     | 阿部浩之           | 川崎フロンターレ | 3    |
| T5     | ウーゴ・ヴィエイラ | 横浜F・マリノス  | 3    |
| T5     | 木本恭生           | セレッソ大阪     | 3    |
| T5     | 中坂勇哉           | ヴィッセル神戸   | 3    |
| T5     | 富山貴光           | サガン鳥栖       | 3    |

最終更新は2017年11月4日の試合終了時

出典: J.League Data Site

### 注記
1. ↑  対象となる「21歳以下の選手」の1名以上が日本代表 (A代表、U23、U20)の試合または活動に招集され、試合日に不在の場合、および「21歳以下の選手」が試合エントリー後にやむを得ず出場できなくなった場合には出場義務が免除される[2]。
2. ↑  当初は柿谷曜一朗が参加予定だったが、体調不良により欠席[7]。